# 紙包蛋糕
紙包蛋糕（英語：Paper wrapped cake）是起源於香港的蛋糕，屬於一種海綿蛋糕，以烘焙紙包裹著，其大小只有兩、三口的份量。

## 起源
紙包蛋糕約於1950年代在香港出現，當時香港居民的收入普遍不多，但又希望能夠品嚐西式甜點，可是當時製作蛋糕所需的麵粉及牛油都很昂貴，所以西餅的售價並非一般居民所能負擔，於是便有售賣西式食品的冰室利用較便宜的本地食材製作分量細小的海綿蛋糕出售。紙包蛋糕在1960年代初期仍是較為昂貴的零食，當時買一孖油炸鬼只要一個「斗零」（即是一塊已停止流通的五仙港幣），買一件只有兩三口分量的紙包蛋糕卻要一毫港幣，所以紙包蛋糕在早年算是貴價的零食，及後香港經濟在1960年代中期邁入高速發展期，到1970年代中期以後大部分居民都較過往富裕，蛋糕和西餅等西式甜點在市面已不再是奢侈的食物。現在，吃紙包蛋糕對部分香港居民而言成為了一種童年回憶。

## 製作
當麵粉與雞蛋打成麵糊後，再倒入捲成杯狀的烘焙紙內加以烘焙。在香港，烘焙紙又常稱為「牛油紙」。紙包蛋糕在香港的麵包和西餅店都有供應，也有在部份茶餐廳發售。此外，在歐美和澳洲的唐人街也可找到這種蛋糕。

## 外部連接
维基共享资源上的相關多媒體資源：紙包蛋糕